# Dichelopa
Dichelopa es un género de polillas de la familia Tortricidae.